# Metallonupserha
Metallonupserha is een kevergeslacht uit de familie van de boktorren (Cerambycidae). De wetenschappelijke naam van het geslacht werd voor het eerst geldig gepubliceerd in 1980 door Breuning.

## Soorten
Metallonupserha is monotypisch en omvat slechts de volgende soort:
- Metallonupserha metallescens Breuning, 1980